# フラビオ・コボッリ
フラビオ・コボッリ（Flavio Cobolli, 2002年5月6日 - ）は、イタリアのトスカーナ州フィレンツェ出身の男子プロテニス選手。ATPランキング自己最高位はシングルス17位、ダブルス238位。これまでにATPツアーでシングルス2勝を挙げている。身長183cm、体重74kg。右利き、バックハンド・ストロークは両手打ち。

## 選手経歴

### ジュニア時代
2020年、全仏オープンジュニアのダブルスにてドミニク・シュトリッカーとのペアで優勝した。

### 2021年 ATPツアーデビューと初勝利、トップ250入り
2021年4月、ATPチャレンジャーツアーのガーデン・オープンIIで準優勝した。
5月、エミリア・ロマーニャ・オープンにワイルドカードで出場してATPツアーデビューし、マルコス・ジロン相手に初勝利を記録した。
8月、ATPチャレンジャーツアーのバルレッタ・オープンで準優勝した。
10月4日に更新されたATPランキングで243位にランクインした。

### 2022年 ATPチャレンジャーツアー初優勝、トップ200入り、マスターズ初出場
2022年1月10日に更新されたATPランキングで199位にランクインした。
3月に出場したザダル・オープンにて、ATPチャレンジャーツアー初優勝を果たした。
5月にはワイルドカードでイタリア国際に初出場した。

### 2023年 グランドスラム初出場、ATPツアーベスト8進出、トップ100入り
イタリア国際にワイルドカードで出場したが、1回戦でアーサー・リンダークネッシュに敗れた。
5月の全仏オープンにてグランドスラム初出場。1回戦で当時ATPランキング1位のカルロス・アルカラスにストレート負けした。
10月、ATPチャレンジャーツアーのリスボン・ベレン・オープンで優勝。同月23日に更新されたATPランキングにて95位にランクインした。

### 2024年 グランドスラム3回戦進出、ATPツアー決勝進出、トップ35入り
2024年1月、全豪オープンの予選を通過して本選に初出場し、1回戦でニコラス・ジャリーに勝利。2回戦でパベル・コトフに勝利し、グランドスラムで初の3回戦進出を果たした。
南フランス・オープンでは2勝を記録し、ATPツアーで2度目となるベスト8に進出した。
全仏オープンでは2回戦でホルガ・ルーネに敗れた。
シティ・オープンでは第2シードのベン・シェルトンらに勝利し、ATPツアーで初となる決勝に進出。決勝ではセバスチャン・コルダに敗れた。
8月、ナショナル・バンク・オープン1回戦でフェリックス・オジェ＝アリアシムに勝利し、ATPランキングで自己最高となる31位にランクインした。
全米オープンではジェームズ・ダックワース、ジズ・バーグスに勝利して3回戦に進出。3回戦ではダニール・メドベージェフに敗れた。
チャイナ・オープンでは1回戦で第8シードのアレクサンダー・ブブリクに勝利。上海マスターズでは第28シードで2回戦から登場し、スタン・ワウリンカに勝利。3回戦では憧れのノバク・ジョコビッチと初対戦し、敗れた。

### 2025年 ATPツアー初優勝
2025年1月、全豪オープンでは1回戦でトマス・マルティン・エチェベリーに敗退。その後3月のマイアミ・オープンまで初戦敗退が続き、ATPツアー8連敗を喫した。
4月のティリアク・オープンで決勝に進出し、セバスティアン・バエスにストレート勝ちしてATPツアー初優勝を果たした。5月のハンブルク・ヨーロピアンオープンでも決勝に進出し、アンドレイ・ルブレフにストレート勝ちして2度目の優勝を果たした。

## 成績
略語の説明
| W | F | SF | QF | #R | RR | Q# | LQ | A | Z# | PO | G | S | B | NMS | P | NH |

W=優勝, F=準優勝, SF=ベスト4, QF=ベスト8, #R=#回戦敗退, RR=ラウンドロビン敗退, Q#=予選#回戦敗退, LQ=予選敗退, A=大会不参加, Z#=デビスカップ/BJKカップ地域ゾーン, PO=デビスカップ/BJKカッププレーオフ, G=オリンピック金メダル, S=オリンピック銀メダル, B=オリンピック銅メダル, NMS=マスターズシリーズから降格, P=開催延期, NH=開催なし.

### シングルス

#### グランドスラム大会
| 大会           | 2021 | 2022 | 2023 | 2024 | 2025 | 通算成績 |
| -------------- | ---- | ---- | ---- | ---- | ---- | -------- |
| 全豪オープン   | A    | Q3   | Q1   | 3R   | 1R   | 2–2      |
| 全仏オープン   | A    | Q2   | 1R   | 2R   | 3R   | 3–3      |
| ウィンブルドン | A    | Q1   | Q1   | 2R   | QF   | 5–2      |
| 全米オープン   | A    | Q3   | Q1   | 3R   |      | 2–1      |

#### 大会最高成績
| 大会                 | 成績 | 年         |
| -------------------- | ---- | ---------- |
| ATPファイナルズ      | A    | 出場なし   |
| インディアンウェルズ | 1R   | 2024, 2025 |
| マイアミ             | 2R   | 2024       |
| モンテカルロ         | 2R   | 2025       |
| マドリード           | 3R   | 2024, 2025 |
| ローマ               | 2R   | 2024       |
| カナダ               | 4R   | 2025       |
| シンシナティ         | 3R   | 2024       |
| 上海                 | 3R   | 2024       |
| パリ                 | A    | 出場なし   |
| オリンピック         | A    | 出場なし   |
| デビスカップ         | QF   | 2024       |

## ATPツアー決勝進出結果

### シングルス：3回（2勝1敗）
| 大会カテゴリ                    |
| グランドスラム (0–0)            |
| ATPファイナルズ (0–0)           |
| ATPツアー・マスターズ1000 (0–0) |
| オリンピック (0–0)              |
| ATPツアー500 (1–1)              |
| ATPツアー250 (1–0)              |

| サーフェス別タイトル |
| ハード (0–1)         |
| クレー (2–0)         |
| 芝 (0–0)             |

| 結果   | No. | 決勝日        | 大会           | サーフェス | 対戦相手               | スコア        |
| ------ | --- | ------------- | -------------- | ---------- | ---------------------- | ------------- |
| 準優勝 | 1.  | 2024年8月4日  | ワシントンD.C. | ハード     | セバスチャン・コルダ   | 6-4, 2-6, 0-6 |
| 優勝   | 1.  | 2025年4月6日  | ブカレスト     | クレー     | セバスティアン・バエス | 6-4, 6-4      |
| 優勝   | 2.  | 2025年5月23日 | ハンブルク     | クレー     | アンドレイ・ルブレフ   | 6-2, 6-4      |